# 両像・森鷗外
『両像・森鷗外』（りょうぞう・もりおうがい）は、松本清張による評伝。『文藝春秋』1985年5 - 10・12月号に、「松本清張短篇小説館」第5話として連載され、加筆の上、著者没後の1994年11月に文藝春秋から刊行された。連載時の題は「二醫官傳」。
実質的な内容は著者による森鷗外評伝であり、著者の鷗外に言及した作品としては最も分量の多いものとなった。鷗外の生涯および作品内容の知識は前提とされており、加えて鷗外をめぐる石川淳、唐木順三や高橋義孝などによる言説も吟味の対象とされている。

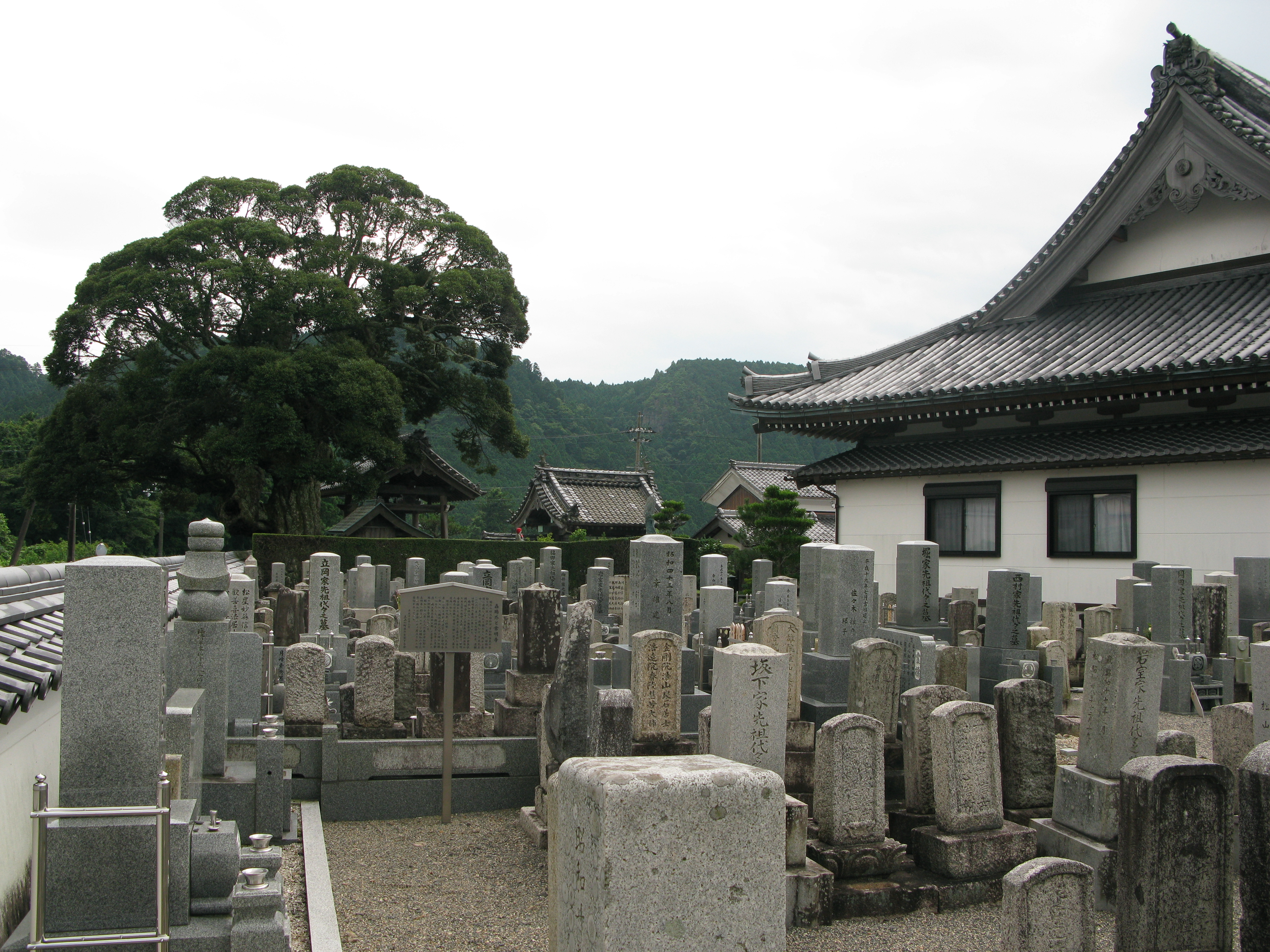
本作冒頭の舞台となる常明寺（東海道土山宿）。左側に森家の供養塔がある

## 内容

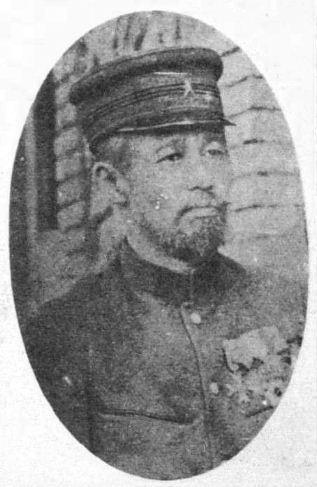
軍医としての森鷗外

- 著者による立項が特に為されているわけではないが、本作中おもに触れられている話題を挙げる。
  - 軍医・官僚としての鷗外、また夏目漱石との対比
  - 小倉への「左遷」に関して
  - 山縣有朋との関係
  - 先妻・登志子との離婚の理由、また西周との関係
  - 乃木希典の殉死と『興津弥五右衛門の遺書』『阿部一族』
  - 『澀江抽齋』『伊澤蘭軒』『北條霞亭』の執筆事情
  - その死、「両像」の解消
  - 鷗外にとっての文学

## エピソード
- 本作は短編小説の名目で連載されたが、鷗外がテーマになると長くなったため、独立した著作として出版することになった旨、当時文藝春秋の編集者であった藤井康栄は述べている[1]。
- 本作の原稿上では、最初は「二人の醫官傳」の表題であった。近代文学研究者の平岡敏夫は、著者が当初は『澀江抽齋』と『伊澤蘭軒』の二史伝（医官を対象）を書いた鷗外について書く予定だったか、あるいは鷗外と小池正直（ともに医官）などとの関連のもとに言及する予定だったが、当初の計画をはみ出して筆が進んだのだろうと、本作の成立経緯を推測している[2]。
- 近代文学研究者の田中実は、著者から当時西周関係の資料を貸してほしいと言われたと述べている[3]。
- 鷗外研究者の山崎一穎は、著者の指摘中、鷗外研究者がその後もなお超えられていない視点を例示した上で、鷗外の登志子との離婚や西周との関係が、鷗外の後年の作品（『半日』『伊澤蘭軒』）に反映されているのではないかとする著者の指摘は、それまでの鷗外研究者の間にはなかったと言えると評している[4]。